# Johan Samuel Strand
Jonas Samuel Strand, född 3 juni 1786 i Stockholm, död 23 juli 1860 i Västra Vingåker, Södermanlands län, var en svensk organist och orgelbyggare. Han var organist i Västra Vingåkers församling mellan 1811 och 1860.

## Biografi
Strand  var son till instrumentmakaren och orgelbyggaren Pehr Strand och Rebecka Nordström. Han lärde sig troligtvis orgelbyggeri från fadern. Strand blev 1811 organist i Västra Vingåkers församling efter organisten Pehr Vall. Strand bodde på Organistgården som senare benämndes Sockenbyggningen. Han gifte sig 20 juni 1813 i Västra Vingåker med Fredrika Gustava Sophia Bergstedt (1791–1849), som var dotter till befallningsmannen Jöns Bergstedt och Christina Struberg. 1849 avled hans hustru. Den 10 oktober 1852 gifte han sig andra gången med Anna Larsson (född 1827). Strand avled 23 juli 1860 i Västra Vingåker av slag och begravdes den 29 juli samma år.
Strand arbetade även med orgelbyggeri i en mindre skala. Han var oexaminerad. Han var lärare för många betydande orgelbyggare under 1800-talet, såsom Erik Adolf Setterqvist, Johan Gustaf Ek och Per Åkerman. Strand byggde mellan 1812 och 1853 elva orglar i Strängnäs, Västerås och Linköpings stift, alla med endast en manual. Endast orgeln i Högsjö gårdskapell är bevarad i ursprungligt skick.

## Lista över orglar
| År         | Kyrka                  | Stift      | Bild | Manualer | Pedal        | Stämmor | Principalgrund | Bevarad orgel/fasad | Övrigt |
| ---------- | ---------------------- | ---------- | ---- | -------- | ------------ | ------- | -------------- | ------------------- | --- |
| 1812       | Skedevi kyrka          | Linköpings |      |          |              |         |                |                     | |
| 1817       | Hova kyrka             | Skara      |      |          |              |         |                |                     | Uppsättning av äldre verk. |
| 1820       | Stigtomta kyrka        | Strängnäs  |      |          |              | 9       |                | Nej/Nej             | En ny orgel byggdes 1930 av E A Setterquist & Son, Örebro.                                                                         |
| 1822       | Västra Vingåkers kyrka | Strängnäs  |      |          |              |         |                | Nej/Ja              | Ombyggnation. En ny orgel byggdes 1887 av E A Setterquist & Son, Örebro.                                                           |
| 1825       | Enåkers kyrka          | Uppsala    |      |          |              | 5       |                |                     | |
| 1830       | Högsjö gårdskapell     | Strängnäs  |      |          |              |         |                | Nej/Ja              | Orgeln såldes 1852 till Brevens kyrka. En ny orgel byggdes 1952 av Åkerman & Lund, Knivsta. Fasaden finns bevarad i Brevens kyrka. |
| 1836       | Sköllersta kyrka       | Strängnäs  |      | 1        | Självständig | 11      |                | Nej/Ja              | En ny orgel byggdes 1924 av E A Setterquist & Son, Örebro.                                                                         |
| 1842       | Simonstorps kyrka      | Linköpings |      |          |              |         |                |                     | Uppsättning av äldre verk. |
| 1845       | Lännäs kyrka           | Strängnäs  |      |          |              | 6       |                | Nej/Nej             | En ny orgel byggdes 1966 av E A Setterquist & Son Eftr., Örebro.                                                                   |
| 1845       | Västra Vingåkers kyrka | Strängnäs  |      |          |              |         |                |                     | Tillbyggnad. |
| 1845       | Västra Skedvi kyrka    | Västerås   |      |          | Självständig | 8       | 8'             | Ja/Ja               | |
| 1853       | Högsjö gårdskapell     | Strängnäs  |      | 1        | Självständig | 7       | 8'             | Ja/Ja               | [ 19 ] |
| 1850-talet | Högsjö skola           | Strängnäs  |      |          |              |         |                |                     | Står nu i Eksjö kapell |
|            | Ripsa kyrka            | Strängnäs  |      |          |              |         |                |                     | |

## Medarbetare
- 1817 - Gustaf Andersson. Han var gosse hos Strand.[7]
- 1818–1825 - Johan August Josefsson (född 1800). Han var lärling och orgelbyggargesäll hos Strand.[7][8]
- 1819–1831 - Erik Adolf Setterquist (född 1809). Han var fosterson till Strand.[7][8][9]
- 1819–1821 - Petter Berggren (född 1793). Han var lärling hos Strand.[7]
- 1820–1821 - Adolf Fredrik Boström (född 1804). Han var lärling hos Strand.[7]
- 1821–1823 - Johan Zacharias Kindberg (1806–1885). Han var lärling hos Strand.[7][8][20]
- 1825–1826 - Eric Jonsson Lindblad (1806–1845). Han var lärling hos Strand.[8] Lindblad kom att arbeta som snickare i Bo.[21]
- 1825–1827 - Pehr Brolin (1805–1858). Han var lärling hos Strand.[8] Brolin kom att arbeta som klockare och organist i Mellösa församling.[22]
- 1827–1828 - Carl E. Högbend (född 1801). Han var organistlärling hos Strand.[8]
- 1828–1833 - Olof Forssberg (född 1804). Han var organistelev hos Strand.[8][9]
- 1833–1836 - Gustaf Engquist (född 1814). Han var lärling hos Strand.[10][11]
- 1834–1837 - Erik Ersson (född 1817). Han var lärling hos Strand.[10][11]
- 1837–1841 - Gustaf Morén (1823–1890). Han var lärling hos Strand.[11][12] Morén kom senare att arbeta som postmästare.[23]
- 1838–1840 - Lars Johan Landberg (1822–1895). Han var lärling hos Strand.[11] Landberg kom att arbeta som orgelarbetare hos Setterquist & Son, Örebro.[24]
- 1842–1846 - Matthias Dahlin. Han var orgelbyggargesäll hos Strand.[12] Död 1846.